# Kinder Bueno
Kinder Bueno este un biscuit de ciocolată și o napolitană produsă de producătorul italian de dulciuri Ferrero.

## Producție
Kinder Bueno a fost lansat în 1990 și este disponibil în 60 de țări. Se vinde în pachete de două, trei, șase și cutii de douăsprezece. Batonul Kinder Bueno este fabricat în fabricile din Franța și Polonia. Începând cu 2022, o nouă unitate de producție pentru piața nord-americană este în curs de construcție în Bloomington, Illinois⁠(d).